# Хайрутдинов, Рустем Авзалович
Рустем Авзалович Хайрутдинов (англ. Rustem Hayroudinoff, тат. Röstäm Xäyretdin Äwzal ulı) — российско-британский пианист. Сын Авзала Хайрутдинова, брат Халиды Хайрутдиновой.

## Биография
Рустем Хайрутдинов ведет активную исполнительскую деятельность во многих странах мира, в том числе в США, Японии, и странах центральной Европы.  В Великобритании он выступил в самых престижных концертных залах, включая центр Барбикан, Кадоган Холл, Церковь Святого Джона на Площади Смит, Зал Королевы Елизаветы, Уигмор Холл и Лидз Таун Холл. 
Услышав выступление Рустема Хайрутдинова на принесшем ему звание лауреата Международном Конкурсе пианистов имени Вианны да Мотта, Лазарь Берман так оценил его исполнение: «У меня составилось мнение о Хайрутдинове как o серьезном художнике-мастере, способном заставить задуматься слушателей, привлечь их симпатии... Появление такого пианиста, как Хайрутдинов особенно приятно и ценно». 
Записи Хайрутдинова выпускаются на звукозаписывающих фирмах NAMI Records (Япония), DECCA и Chandos (Великобритания). Его диски «Театральная Музыка» Шостаковича и Фортепианный Концерт Дворжака с Филармоническим Оркестром Би-Би-Си завоевали высокую оценку во всем мире, получив такие эпитеты, как «ослепительное, неотразимое и наэлектризовывающее исполнение» (журнал Gramophone) и «совершенно волшебная игра» (журнал Classic FM), и попали в число «Лучших дисков года» в журнале BBC Music и Gramophone. 
Согласно критикам этих журналов, его запись Концерта Дворжака превосходит легендарную версию Святослава Рихтера, запись Прелюдий Сергея Рахманинова  вошла в коллекцию «Четырех лучших дисков Рахманинова», наряду с записями Артура Рубинштейна и Андре Превина, а диск Этюдов-Картин Сергея Рахманинова был выдвинут на премию журнала BBC Music «Лучший Инструментальный Диск 2008-го Года» . Этот же диск был выбран как самая выдающаяся версия Этюдов-Картин в программе Радиостанции Би-Би-Си 3 «Построение Фонотеки».
Вместе с виолончелистом Александром Ивашкиным, он также записал все произведения для виолончели и фортепиано Сергея Рахманинова. Хайрутдинову принадлежит также запись авторского переложения Четвёртой симфонии Шостаковича для двух фортепиано (вместе с Колином Стоуном).
В список оркестров, с которыми солировал Хайрутдинов, входят такие оркестры, как Чешский Филармонический, оркестр «Осака Сэнчури», Токийский Симфонический, Филармонический Оркестр Би-Би-Си и Лондонский Филармонический Оркестр.
Недавно Хайрутдинов принял участие в документальном фильме «Неизвестный Шостакович», наряду с Владимиром  Ашкенази, Валерием Гергиевым, Максимом Шостаковичем и Евгением Евтушенко.
Рустем Хайрутдинов родился в Казани, где он окончил Среднюю Специальную Музыкальную Школу при Казанской Государственной Консерватории в классе М. Б. Арбузовой. Он окончил Московскую консерваторию у Льва Наумова, затем совершенствовал своё мастерство в лондонской Королевской академии музыки у Кристофера Элтона, где сейчас является профессором фортепиано.